# Strobilanthopsis
Strobilanthopsis là chi thực vật có hoa trong họ Acanthaceae.